# Campionati asiatici di badminton 2004
I Campionati asiatici di badminton 2004 si sono svolti a Kuala Lumpur, in Malaysia. È stata la 23ª edizione del torneo, organizzato dalla Badminton Asia.

## Podi
| Evento              | Oro                            | Argento                                 | Bronzo                                          |
| Singolare maschile  | Taufik Hidayat                 | Sony Dwi Kuncoro                        | Shon Seung-mo                                   |
| Singolare maschile  | Taufik Hidayat                 | Sony Dwi Kuncoro                        | Park Tae-sang                                   |
| Singolare femminile | Jun Jae-youn                   | Wang Chen                               | Kanako Yonekura                                 |
| Singolare femminile | Jun Jae-youn                   | Wang Chen                               | Kaori Mori                                      |
| Doppio maschile     | Sigit Budiarto Tri Kusharyanto | Candra Wijaya Halim Haryanto            | Chan Chong Ming Chew Choon Eng                  |
| Doppio maschile     | Sigit Budiarto Tri Kusharyanto | Candra Wijaya Halim Haryanto            | Flandy Limpele Eng Hian                         |
| Doppio femminile    | Lee Hyo-jung Lee Kyung-won     | Du Jing Yu Yang                         | Wong Pei Tty Chin Eei Hui                       |
| Doppio femminile    | Lee Hyo-jung Lee Kyung-won     | Du Jing Yu Yang                         | Saralee Thungthongkam Sathinee Chankrachangwong |
| Doppio misto        | Kim Dong-moon Ra Kyung-min     | Sudket Prapakamol Saralee Thungthongkam | Nova Widianto Vita Marissa                      |
| Doppio misto        | Kim Dong-moon Ra Kyung-min     | Sudket Prapakamol Saralee Thungthongkam | Xie Zhongbo Yu Yang                             |